# العين (تونس)
العين إحدى مدن الجمهورية التونسية، تقع في ولاية صفاقس. بلغ عدد سكانها عام 2004 نحو 38,250 نسمة.